# Artur Jurkowski
Artur Andrzej Jurkowski (ur. 16 września 1967 w Głogowie) – polski samorządowiec i urzędnik, w latach 2006–2024 wójt gminy Pęcław, od 2024 wicewojewoda dolnośląski.

## Życiorys
Ukończył studia z zarządzania i marketingu w Wyższa Szkoła Zarządzania „Edukacja” we Wrocławiu (licencjat w 2000) oraz z finansów i bankowości na Akademii Ekonomicznej we Wrocławiu (magisterium w 2002). Zdał także egzamin dla członków rad nadzorczych spółek Skarbu Państwa. Od 1988 był zawodowo związany z samorządem gminy Pęcław. Zajmował się także pracą w rodzinnej firmie.
Zaangażował się w działalność polityczną w ramach Platformy Obywatelskiej, był m.in. skarbnikiem jej struktur powiatowych. Później przeszedł do Polskiego Stronnictwa Ludowego. W 2002 został wybrany radnym powiatu głogowskiego z ramienia lokalnego komitetu (w 2006 reelekcja z listy PO). W 2006, 2010, 2014 i 2018 wybierany na stanowisko wójta gminy Pęcław (każdorazowo w pierwszej turze i trzykrotnie bez kontrkandydatów). Z listy PSL i Trzeciej Drogi bez powodzenia kandydował do Sejmu w 2019 i 2023 oraz do sejmiku dolnośląskiego w 2024. 6 grudnia 2024 powołany na stanowisko drugiego wicewojewody dolnośląskiego.

## Życie prywatne
Jest żonaty, ma dwoje dzieci. Trenuje triathlon, startował w mistrzostwach świata i Europy w tej dyscyplinie.